# RHBDD2
RHBDD2 (англ. Rhomboid domain containing 2) – білок, який кодується однойменним геном, розташованим у людей на 7-й хромосомі. Довжина поліпептидного ланцюга білка становить 364 амінокислот, а молекулярна маса — 39 202.
| 10         |  | 20         |  | 30         |  | 40         |  | 50         |
| ---------- |  | ---------- |  | ---------- |  | ---------- |  | ---------- |
| MAASGPGCRS |  | WCLCPEVPSA |  | TFFTALLSLL |  | VSGPRLFLLQ |  | QPLAPSGLTL |
| KSEALRNWQV |  | YRLVTYIFVY |  | ENPISLLCGA |  | IIIWRFAGNF |  | ERTVGTVRHC |
| FFTVIFAIFS |  | AIIFLSFEAV |  | SSLSKLGEVE |  | DARGFTPVAF |  | AMLGVTTVRS |
| RMRRALVFGM |  | VVPSVLVPWL |  | LLGASWLIPQ |  | TSFLSNVCGL |  | SIGLAYGLTY |
| CYSIDLSERV |  | ALKLDQTFPF |  | SLMRRISVFK |  | YVSGSSAERR |  | AAQSRKLNPV |
| PGSYPTQSCH |  | PHLSPSHPVS |  | QTQHASGQKL |  | ASWPSCTPGH |  | MPTLPPYQPA |
| SGLCYVQNHF |  | GPNPTSSSVY |  | PASAGTSLGI |  | QPPTPVNSPG |  | TVYSGALGTP |
| GAAGSKESSR |  | VPMP       |  |            |  |            |  |            |

A: Аланін

C: Цистеїн

D: Аспарагінова кислота

E: Глутамінова кислота

F: Фенілаланін

G: Гліцин

H: Гістидин

I: Ізолейцин

K: Лізин

L: Лейцин

M: Метіонін

N: Аспарагін

P: Пролін

Q: Глутамін

R: Аргінін

S: Серин

T: Треонін

V: Валін

W: Триптофан

Задіяний у такому біологічному процесі, як альтернативний сплайсинг. 
Локалізований у мембрані, апараті гольджі.